# 韩国交通

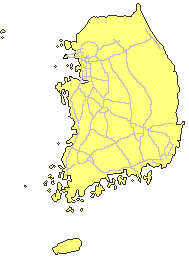
韩国高速公路网

韩国交通是韩国经济社会重要的環節之一，基礎設施包括覆盖韩国全境和链接世界的公路、铁路、航空和海运运输网络。韩国的公路分为高速公路、国道、地方和市郡道路。1968年12月，韩国首条现代化高速公路京仁高速公路的开通，使韩国公路步入高速公路时代。在之后的几十年里，随着韩国高速公路网的完善，韩国实现了“一日生活圈”，即通过高速公路在一天之内到达韩国任何一个城市。2004年，京釜高速线首尔至大邱段正式通车，使韩国成为继日本、法国、德国、瑞典和西班牙之后世界上第6个拥有高速铁路的国家。韩国高铁的开通把高速公路形成的“一日生活圈”变成了“半日生活圈”，即在半日内可抵达韩国主要地区。
韩国大规模的交通基础建设开始于韩国第一个五年计划（1962–66年）。1970年7月7日，连接韩国首尔和釜山两大城市的京釜高速公路竣工。20世纪70年代，韩国加大了对机场、港口等基本建设的投入。第三个五年计划（1972–76年）期间，韩国兴建了浦项港、蔚山港、马山港，并对金浦机场、仁川港、釜山港进行了扩建。1980年代，韩国铁路开始电气化。主要铁路干线的行驶速度被提升。虽然铁路还是以货运为主，客运量也开始增加。1988年，韩国的铁路里程达到51,000公里。连接韩国各大城市的高速公路网在此期间也得到了发展。1980年代末，韩国高速公路总里程达到1,539公里。1986年，韩国制定了《城市交通整备促进法》，使城市交通管理更加合理化和效率化。“国家基干交通网计划（2000-2019年）”是与韩国经济、社会发展计划相配套的最主要的交通建设计划:123。

## 公路

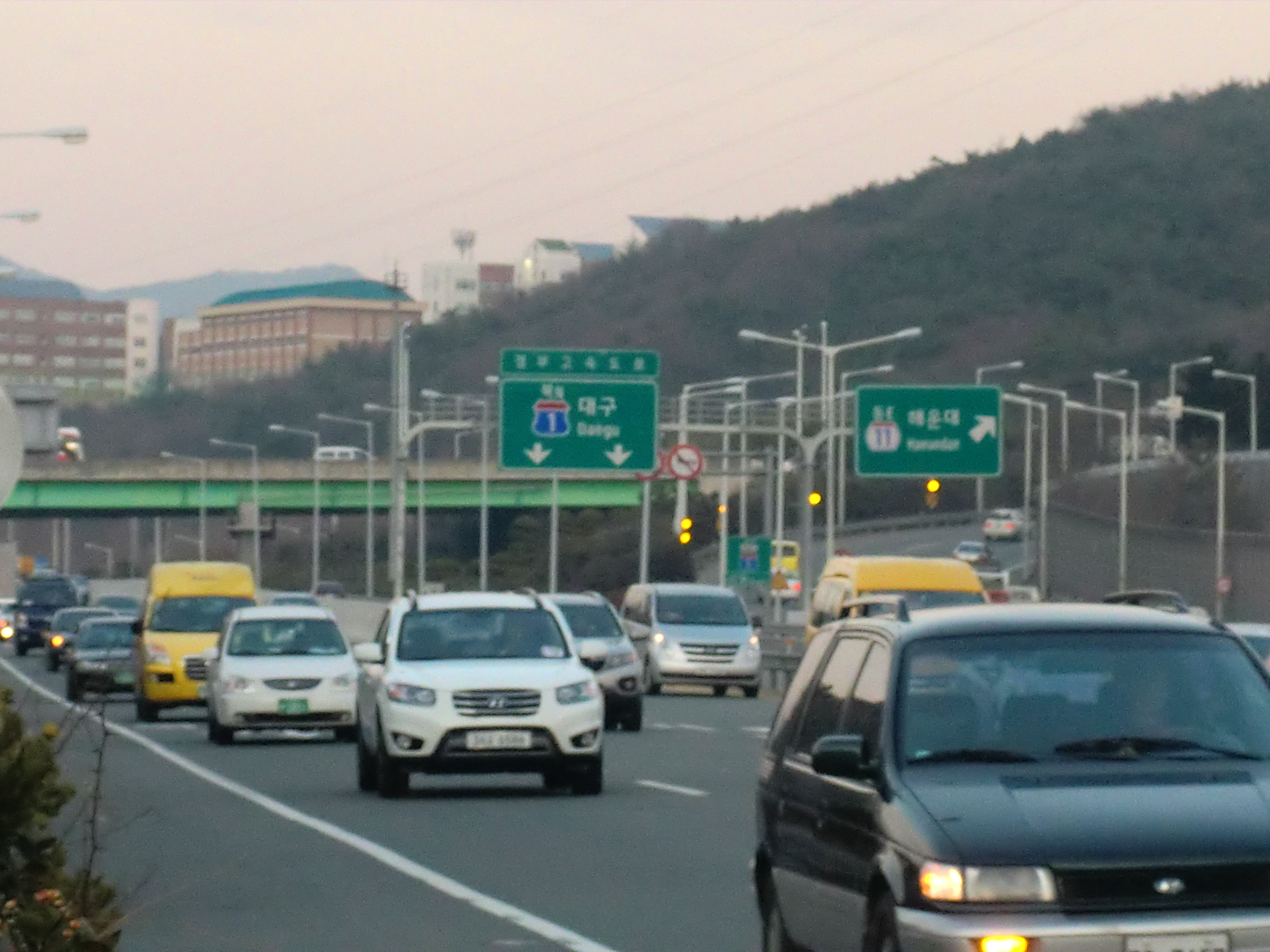
京釜高速公路

韩国的公路系统由高速公路、国道、地方道、市郡道组成，是韩国经济最重要的基础设施之一:124。早在1884年，韩国近代知识分子金玉均就曾在《汉城旬报》上发表《治道略论》，论述进行产业开发必须先建设道路的理念。韩国光复时，国道总长为5263公里，其中被铺上路的地段仅有746.4公里。美軍政廳时期，韩国对被损坏的道路进行了修复，漢城（今首尔）与釜山之间铺設了国道。朝鲜战争期间大量韩国道路、桥梁遭到摧毁。直到1962年，韩国政府才在国际社会的帮助下基本修复了地方道路和桥梁:246。
20世纪60年代，韩国公路建设无论从数量还是质量都得到了迅速的发展。1961年，韩国颁布了《道路法》:123。1968年12月，投资34.9亿韩圆，全长24公里，连接漢城和仁川的京仁高速公路开通。这是韩国首条现代化的高速公路，使首都到仁川的行车时间从以前的1个小时缩短到不到20分钟，韩国公路由此进入高速公路时代。1970年7月，漢城和釜山間的京釜高速公路建成，全长425.5公里，连接位于韩国西北和东南端的两个最大城市，成为韩国现代化交通网络的里程碑。目前韩国已经建有岭东高速公路（1970年7月）、湖南高速公路（1973年11月）、中部高速公路（1987年11月）、西海岸高速公路（2001年12月）等20多条高速公路:123:246:438。韩国的高速公路基本上都是韩国道路公社经营管理:438。经过几十年的建设，韩国目前已经建成纵横全国的高速公路网络“一日生活圈”。韩国国民可以通过高速公路在一天之内到达韩国任何一个城市。
在加速高速公路建设的同时，韩国自20世纪70年代中期广泛开展了国道、地方道、市郡道的建设。2005年，韩国公路总里程为10.2万公里，其中76.8%铺设了柏油路，公路密度为1.05公里/平方公里。1993年3月，韩国制定了“全国公路干线计划”:124。目前韩国有高速公路32条，总长4044公里，国道51条，总长13432公里。

### 交通工具

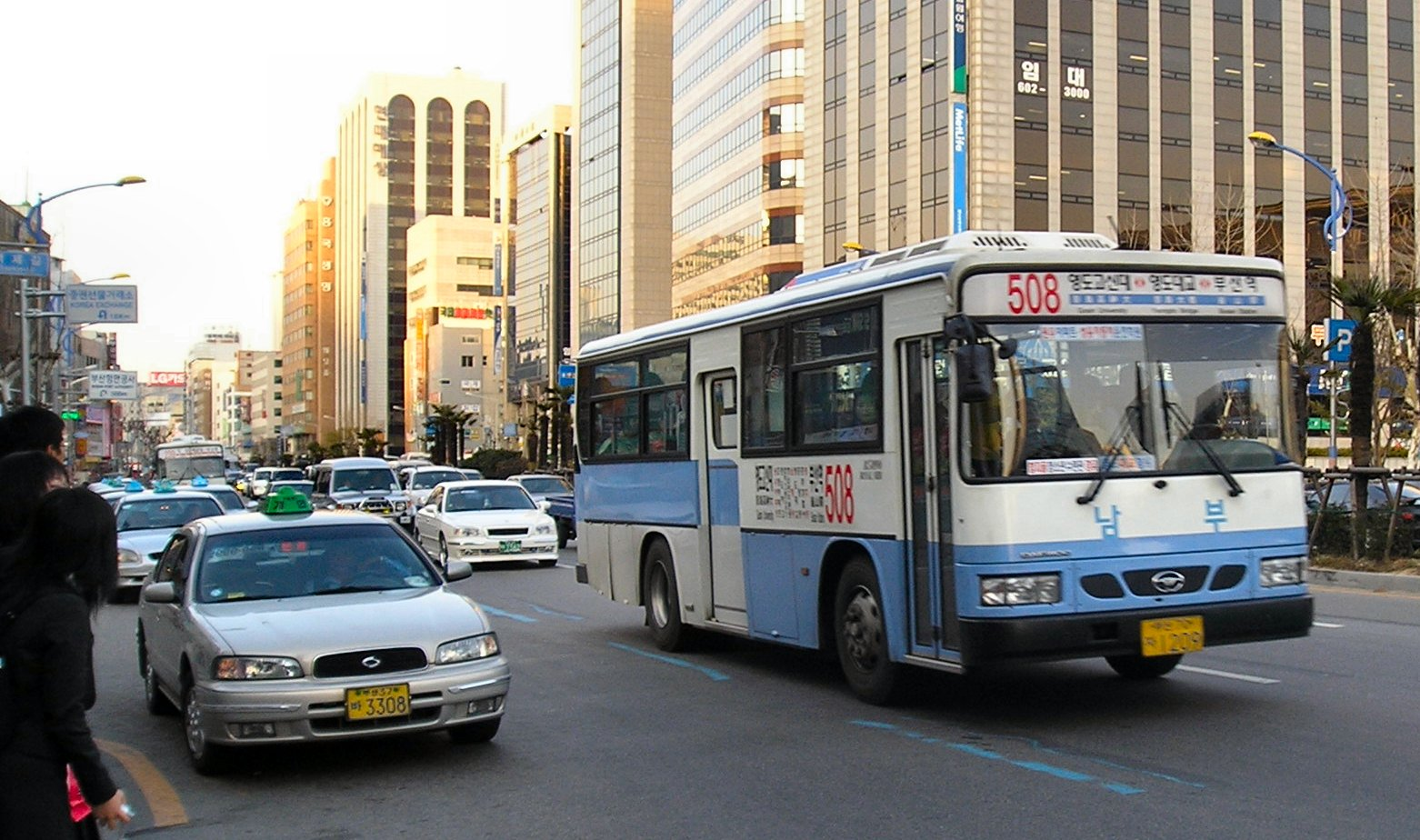
釜山的巴士和出租车

随着韩国公路建设和汽车产业的不断发展，韩国汽车的保有量呈迅速增长的态势。1961年，韩国汽车保有量仅为2.9万辆，1993年达到了627万辆，增长了215倍:124。目前，韩国已经连续十年蝉联世界第五大汽车生产国。2014年3月，韩国汽车保有量达到了1959.6321万辆，平均每2.16名韩国人就拥有1辆汽车。
韩国的巴士除了市内巴士外，还有城际间的高速巴士和市外巴士。高速巴士主要是走高速公路，依照座椅舒适度的不同，可分为“一般巴士”和“优等巴士”两种。高速巴士除了在休息处停留外，中途几乎不停车。市外巴士是城际间的长途巴士，分为一般和直达两种。一般型巴士在经过的所有站点都会停车，而直达巴士则一站直达终点。
韩国的出租车分为一般出租车（中型）、模范出租车和大型出租车三种。一般出租车颜色在韩国各地有所不同。首尔的出租车大多为橙色。首都圈的一般出租车为银色。首都圈以外的部分中小城市的一般出租车为黑色。模范出租车是两侧车门和车顶灯上贴有“模范出租车”标志的黑色高级出租车。模范出租车空间宽敞，比一般出租车贵，但不收深夜附加费。大型出租车是可搭乘6-10人的大型出租车，收费与模范出租车相同。

## 铁路

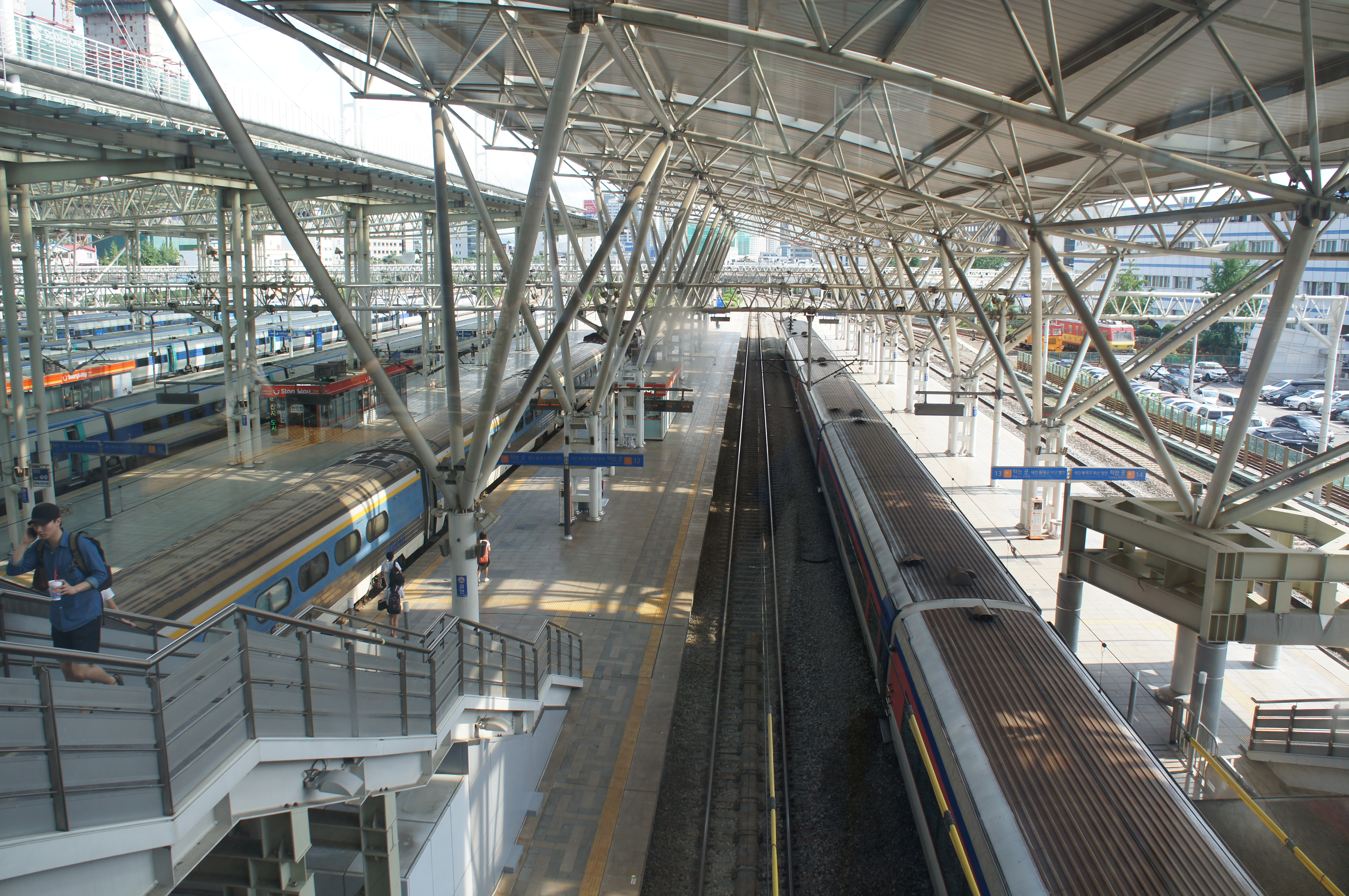
韓國首爾車站站內的鐵路軌道

韩国的铁路有着100多年的历史。1899年9月18日，全长33.2公里，连接鹭梁津（今永登浦）和济物浦的京仁线开通。这是韩国历史上的首条铁路，在开通时拥有蒸汽机车4辆，客车6辆，货车28辆，一天往返两个来回，耗时1小时30分钟:246:125。之后，韩国先后建成了京釜线（1905年）、京义线（1906年）、湖南线（1914年）、京元线（1914年）、长项线（1931年）、中央线（1942年）。日占时期，韩国铁路是日本进行经济掠夺的工具。光复时，韩国铁路总长3,378公里，运营长度2,642公里，有机车448辆客车1,280辆，货车8,424辆，车站300个。朝鲜战争后，韩国大部分铁路设施都被毁坏，南北铁路也被隔断:247。
1959年，韩国成功制造出自己的国产客车。20世纪60年代，随着韩国经济开发五年计划的实施，韩国铁路进入了高速发展阶段。1961年7月，柴油机车被引入韩国取代了原有的蒸汽机车，主要的铁路也实现了双轨化:247。1972年9月，韩国铁路开始了集装箱运营。1973-1974年，中央线和太白线实现了电气化。1974年光复日，首尔至釜山的“新村号”快速列车正式通车，全程只需4个半小时，实现了一天之内到达韩国任意一个城市的愿望。20世纪80年代，韩国铁路运行的车辆超过了1万台:247:125。
2001年成立的韩国铁道公社是韩国最大的铁路运营商，几乎掌管韩国所有铁路运输和管理业务:125。截至2012年9月底，韩国铁路系统共有90条铁路线，总运行长度为3,569.5公里，其中复线1,904.4公里，电气化铁路2,385.2公里。为保证铁路交通安全和运行效率，韩国铁道厅采用中央交通控制系统（CTC）管理韩国主要铁路线路路段，并配有防止铁路事故的自动停车系统:125:66。2002年9月，韩国与朝鲜举行了“京义线及东海线铁路道路连接工程启动仪式”。之后，双方在2007年5月17日成功实现了京义线和东海线的南北铁路试运行，结束了这两条铁路在朝鲜半岛南北分裂后被隔断56年和57年的局面:247。 

### 高铁

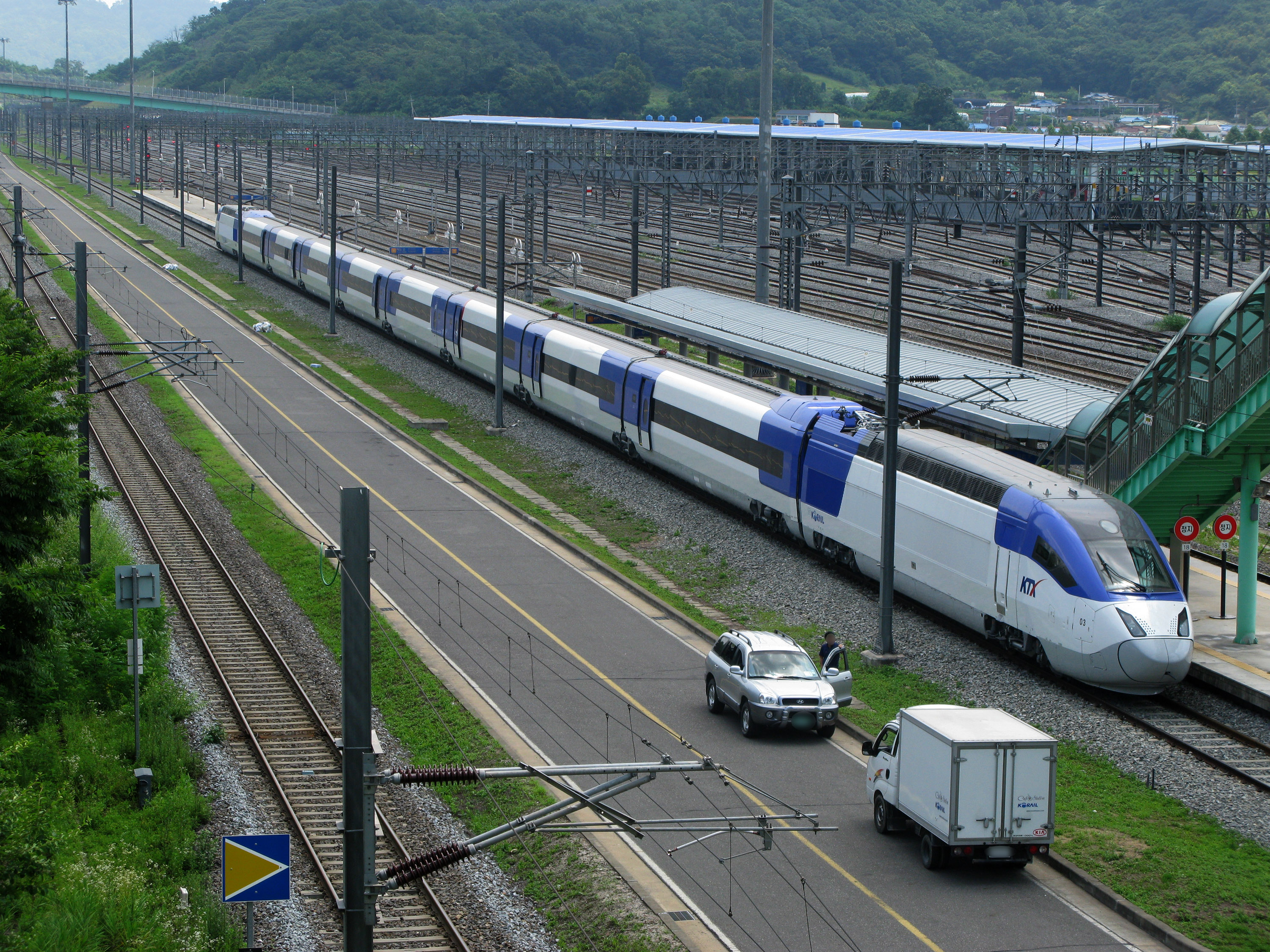
韩国现代Rotem生产的KTX-II高铁最高时速可达350公里／小时

韓國高鐵路線圖

韩国高铁路线图

韩国自1992年开始建设高铁。2004年，京釜高速线首尔至大邱段正式通车，使韩国成为继日本、法国、德国、瑞典和西班牙之后世界上第6个拥有高速铁路的国家。韩国高铁（KTX）时速300公里，使首尔到釜山的时间缩短了2个小时。2010年第二期工程完成后，首尔到釜山时间已经减少到2小时10分钟:247:125。韩国高铁的开通把高速公路形成的“一日生活圈”变成了“半日生活圈”，即在半日内可抵达韩国主要地区。韩国目前建有京釜高速线、湖南高速线、庆全高速线和全罗高速线四条主要高铁线路。
韩国高铁装有“高速行驶感知系统”。在列车行进途中，如果司机身体发生异常，会马上启动警报装置，如果司机未采取必要措施，列车会自动停止。列车配有电脑控制的三重制动系统，比法国的TGV还多一重。另外，韩国高铁列车头部装有障碍物探知器、司机防瞌睡、火情探知等防止事故隐患的各种尖端仪器。此外，列车前方还装有蜂窝式冲击吸收装置，即使列车与前方700公斤物体相撞也不会脱轨。列车车厢之间也采用了“关节型对接方式”连接，即使列车脱轨，也不会颠覆。
韩国在开始兴建高铁的时候，高铁技术处在世界平均水準。截止1996年，韩国政府已经投入了1.96亿美元用于开发高铁列车。1996年，韩国铁路研究所（KRRI）启动了价值4,300万美元的HSR-350X高铁项目。2004年12月，HSR-350X最高运行速度达到了每小时352.4 公里。截止2006年10月，HSR-350X在时300公里以上的累计行程已超过15万公里。与此同时，韩国与法国阿尔斯通公司鉴定了100%技术转让的高铁合同，并对法国高铁技术进行消化吸收，研发出了KTX-II。目前，韩国已经研制出设计时速为430公里的新一代高铁“海雾（HEMU-430X）”，即”KTX-III”，高铁自主研发跨进了世界第四的行列。韩国铁路技术研究院还计划研发时速500公里的高铁技术。

### 磁悬浮

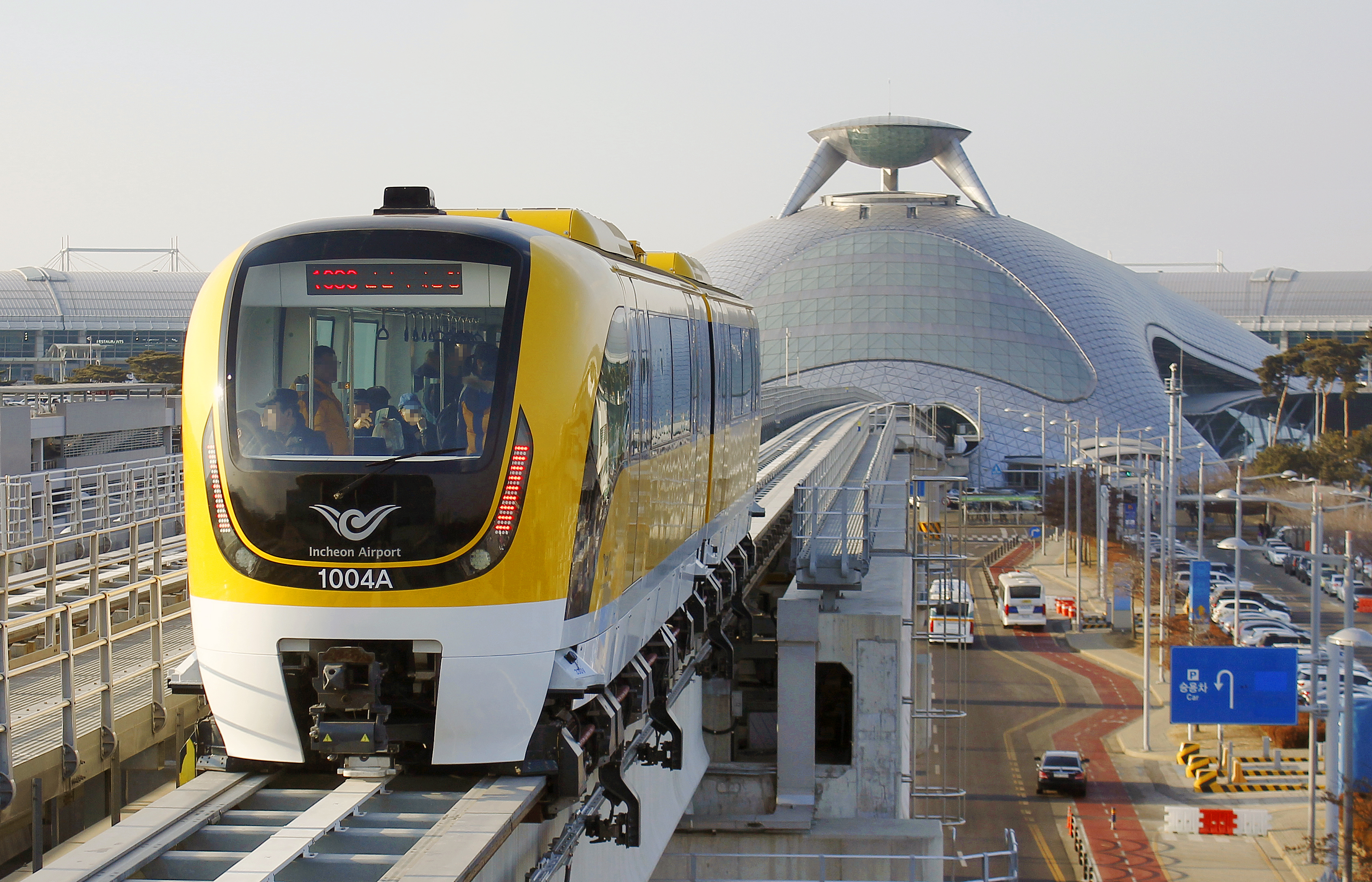
现代Rotem与韩国机械材料学研究院自主研发的仁川机场磁悬浮线

韩国在20世纪80年代中期开始自主研发磁悬浮列车。1985年，现代精密加工公司（Hyundai Precision & Industry Co.）完成了第一辆技术论证车型HML-01，随后又开发出HML-02。1989年，大宇重工也启动了磁悬浮列车研发项目。1992年10月，大宇重工成功制造出3辆实际大小的（DMV-'92）磁悬浮列车，并通过了所有性能标准的测试试验。1993年，现代精密加工开发出采用HSST技术的全尺寸示范车HML-03，最高速度为每小时50公里。该列车在1993年大田世博会博览会上向公众作了展示。在世博会召开的3个月期间（1993年8月7日至1993年11月7日），现代磁悬浮在560 米长的试验轨道上搭载了120,000名乘客。
1999年，韩国现代、大字和韩进重工三家车辆制造商合并成韩国轨道公司（KOROS）。2002年，KOROS改组更名为ROTEM，并已成功开发了ROTEM MLV磁悬浮车辆。2003年10月至2006年9月，ROTEM在韩国商业部、工业部和能源部的联合项目中开发城市运输磁悬浮RUTM（Rotem Urban Transit Maglev）。2005年5月11日，ROTEM与韩国机械材料学会联合开发出最高速度110公里/小时的磁悬浮列车。在韩国科技部的支持下，ROTEM公司在大田世博会公园和国立中央科学馆之间建设的磁悬浮列车线路于2007年4月正式通车，使韩国继德国、日本之后成为第3个拥有商业化磁悬浮列车自主知识产权的国家。
2016年2月3日，韩国仁川机场磁悬浮线正式开通，使韩国成为续日本之后，世界第二个实现中低速、城市型商业化磁悬浮列车的国家。仁川机场磁悬浮列车为完全无人驾驶列车，最高时速为110公里。该磁悬浮线路的造价为每公里427亿韩圆（约4156万美元），但运营维护成本要比常规轻轨列车低很多，并可节约20-30%的能源。韩国还计划把大田地铁2号线打造成磁悬浮路线。该线路总长36公里，有30个车站，计划于2020年投入运营。
2023年9月1日，仁川机场磁悬浮线停止运行。

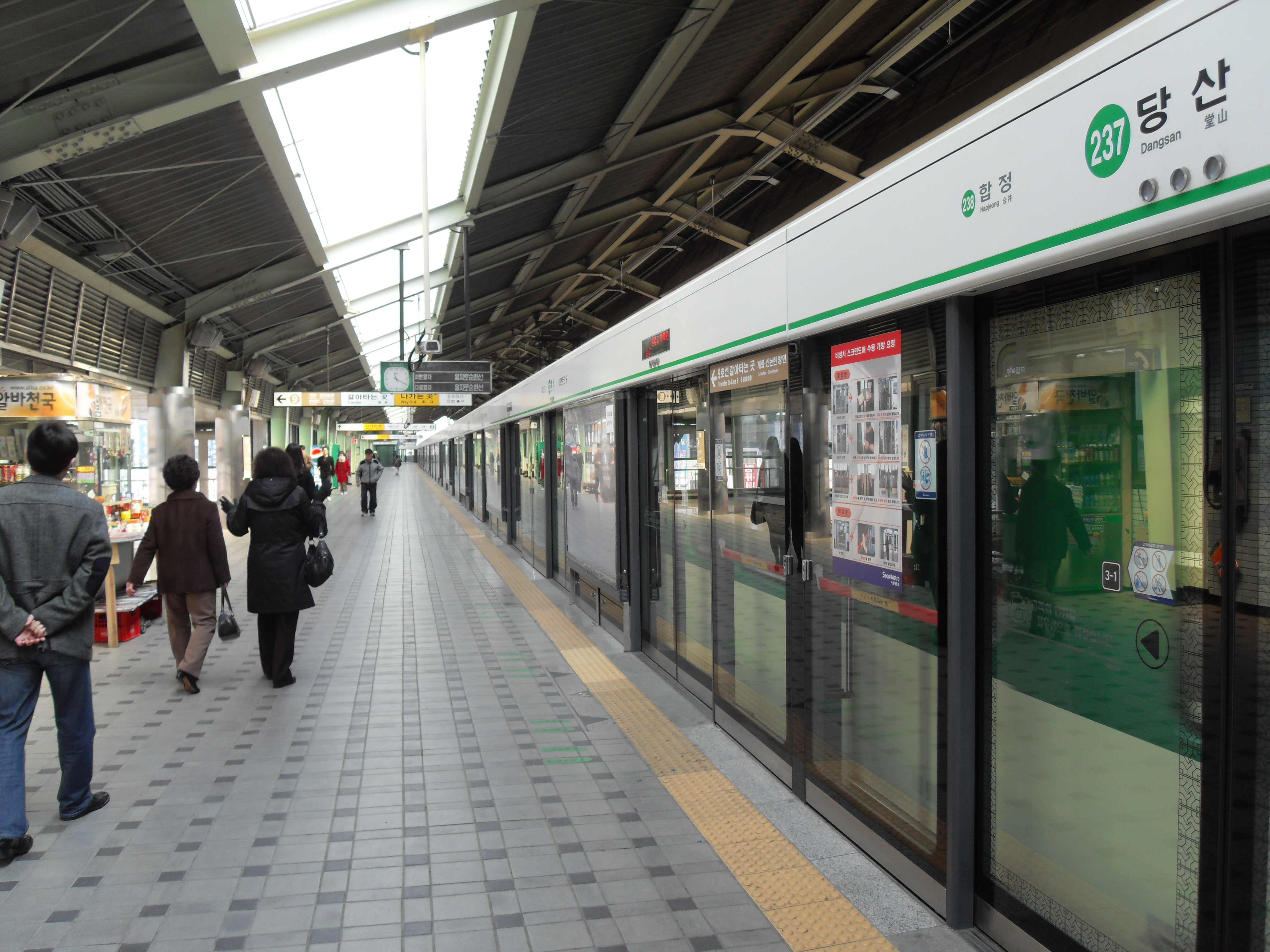
首尔地铁

### 地铁
地铁是韩国人出行的主要交通工具之一。韩国的6大城市，包括首都圈（首爾、仁川、京畿道）、釜山、大邱、光州和大田均建設有地铁系统，其中最早興建的首尔地下铁於1974年开通，僅晚於平壤地鐵一年建成。首爾地下鐵與首都圈的數條廣域電鐵及仁川地鐵整合形成統一收費制的首都圈電鐵系統，也是世界第五大地铁系统:64-65:143，截至2021年止共計有22條路線。釜山地铁开通于1985年，目前共有6條路線，包括3條地鐵、2條輕軌及1條廣域電鐵，总长109.5公里。大邱地铁有3條路線（2條地鐵、1條單軌），全长81.2公里，开通于1997年。仁川地铁开通于1999年，目前有1條地鐵與1條輕軌，总长58.7公里，隸屬於首都圈電鐵。光州地铁开通于2004年，目前只有1号线，全长20.6公里。大田地铁目前也只有1号线，全长22.7公里，于2006年开通。

## 航空

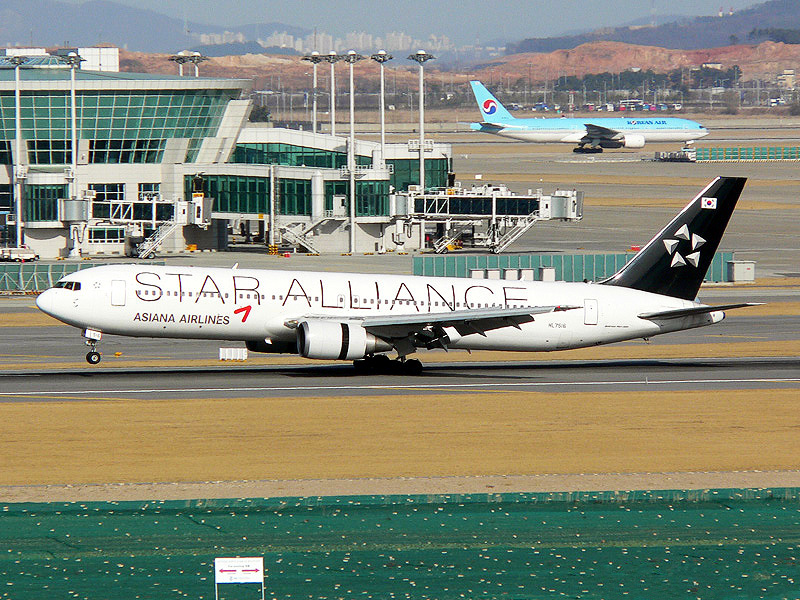
仁川国际机场

韩国主要的国际航空公司有大韩航空和韩亚航空两大航空公司，每周有1700多个定期直达航班往返于韩国和世界。韩国已和85个国家和国际主要航空公司签订了航空服務协定:126:67。2013年上半年，韩国客运和货运的航空运量有28.5万个航班。
大韩航空是韩国最大的航空公司，“天合联盟”航空联盟的创始成员之一，也是亚洲最具规模的航空公司之一。大韩航空成立于1962年，成立之初为国有企业，1969年转交给韩进集团，实行了民营:126-127:67。截止2016年11月，大韩航空拥有飞机160架，与46个国家或地区的131个城市（包括13个韩国城市）开通有定期航班。
韩国的第二家航空公司是1988年锦湖集团为配合韩国政府成立第二家国家航空公司政策而成立的韩亚航空。韩国其它的航空公司比如济州航空、釜山航空等以提供韩国国内航线为主，价格相比也稍低。

### 机场
韩国主要的国际机场包括仁川国际机场、金海国际机场、济州国际机场、大邱国际机场、光州务安国际机场、清州国际机场、襄阳国际机场等。国内航线主要机场包括金浦國際機場、蔚山机场、丽水机场、木浦机场、泗川机场、浦项机场、群山机场、原州机场等。:246
仁川国际机场始建于1992年，2001年正式投入运营，是韩国目前最大的民用机场:245，2014年旅客吞吐量为4491万人次。在仁川国际机场完工前，金浦國際机场一直承担着首尔的国际机场角色。仁川机场建成后，进出首尔的国际航班大多都在仁川国际机场起降。金浦國際机场則营運韩国国内的航班:246。
金浦國際机场是韩国最早期的民用机场之一，始建于1939年的日占时期，最初为日本人的飞行训练场。1951年朝鲜战争期间，美国人将其作为军用机场，次年又开始用于民用航空。韩国政府从1954年开始使用金浦机场。1958年，金浦机场被指定为韩国的国际机场。1971年，大韩航空接管金浦机场，建造了可以整备5架飞机的机库。1973年，金浦国内航站楼完工。金浦机场进入了崭新的时代。1980年，金浦机场国际线航站楼竣工:245:126。

## 海洋运输

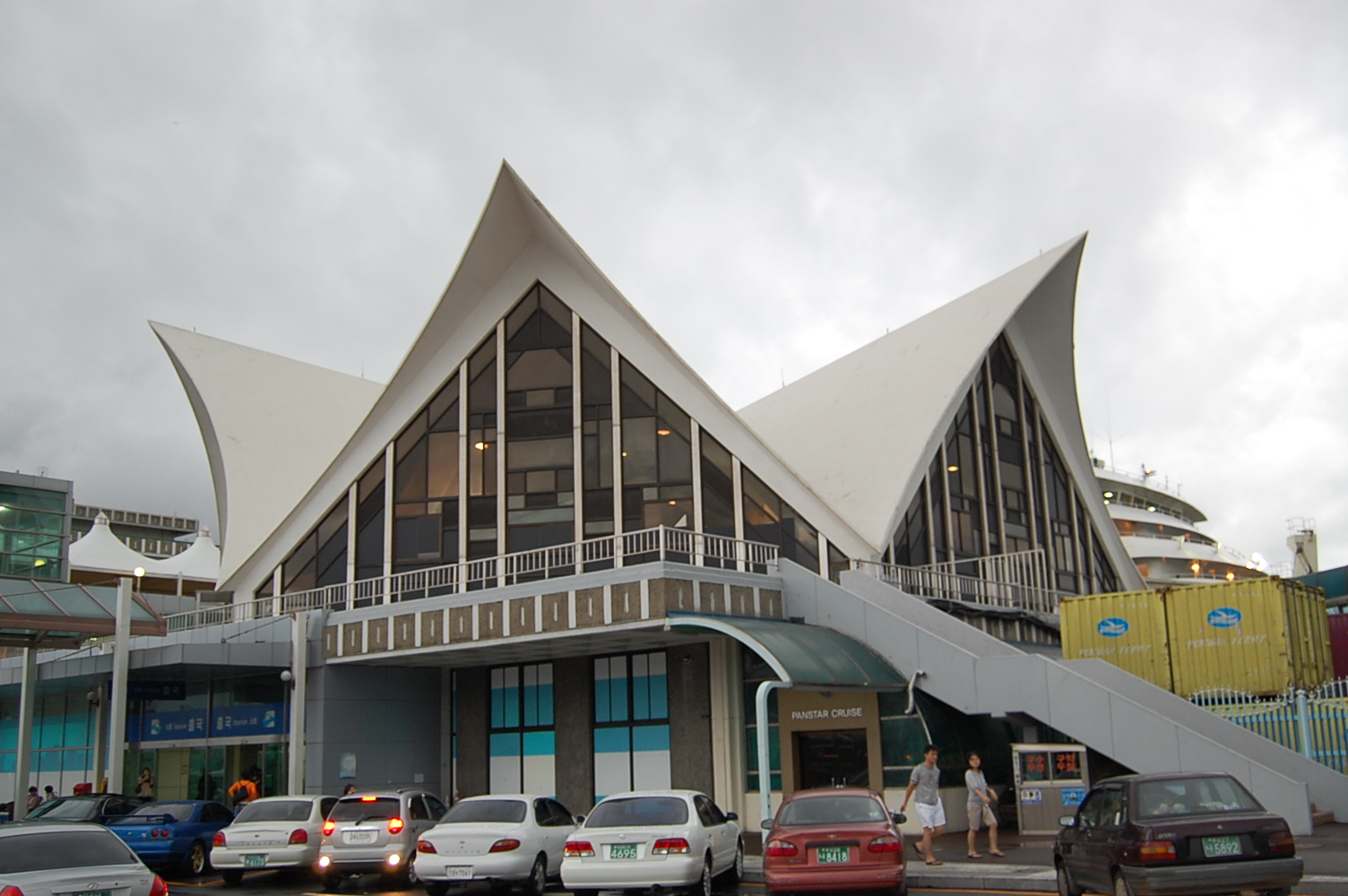
釜山港國際客運碼頭

20世纪70年代以后，随着韩国外向型经济的发展，海洋运输成为韩国经济发展的一个重要方面:68:144。1967年2月，韩国为振兴海洋运输业颁布了《海运振兴法》。20世纪70年代，韩国进出口海洋运输量增速达到了年均12.5%。为寻求海洋运输和造船业的协同发展，韩国分别在1976年3月制定了《海运、造船综合育成方案》，并在1978年l2月修订了《海运振兴法》。在韩国政府的政策扶植下，韩国海运船队也以年均20%以上的速度高速发展。20世纪80年代初，世界海运市场开始不景气，韩国海运发展势头开始放缓。为加强海运业的国际竞争力，韩国在1983年颁布了《海运业法》:68:144。
20世纪90年代后，世界海运市场开始复苏，但市场竞争变得日趋激烈，使得韩国船队的承载率下降。不过，韩国的船舶吨位和海运货物量在1993年已经达到1963年的54和50余倍。随着世界海运自由化的深入，韩国从1995年开始不断地放宽海运规则，1999年对外国船公司采取与国内船公司完全相同的措施。随着海洋运输在韩国国民经济中地位的不断提高，韩国在1996年将原韩国海运和港口管理局（成立于1976年）提升为海洋水产部。2002年，金大中政府制定了以釜山港为发展中心的“东北亚航运枢纽”战略。2003年，韩国港口年吞吐量达到了900万吨，是1961年5.96亿吨的66.2倍:68:144。2006年，为应对中国海运业崛起带来的中转货物量不断下降的问题，韩国在2006年将海运政策调整为“全球物流网络策略”，以取代2002年提出的“东北亚航运枢纽”战略，并开始与印度和越南的新兴港口开展合作。

### 港口

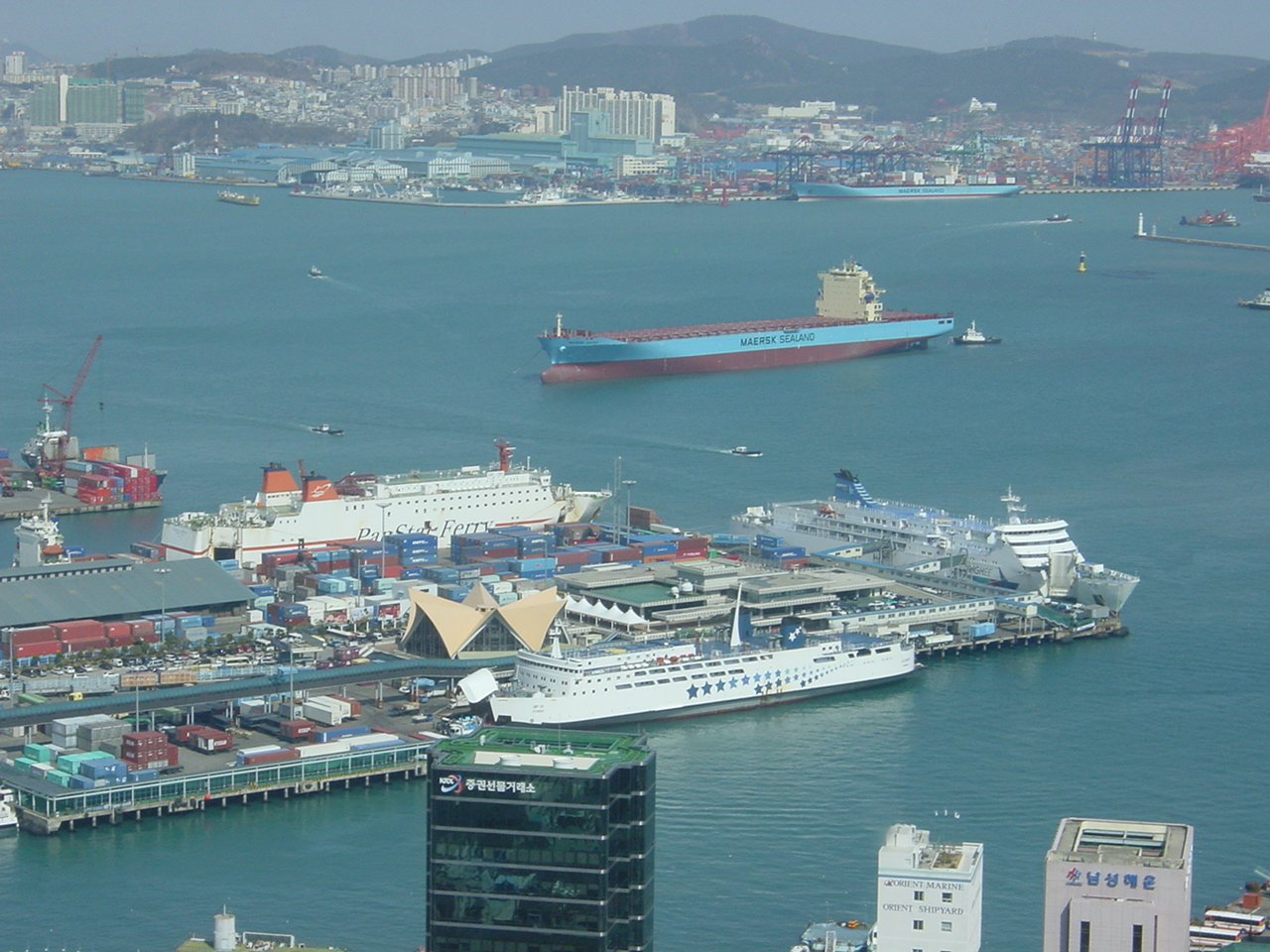
韩国最大港口釜山港

20世纪70年代开始，在高速发展的韩国经济带动下，韩国港口发展迅速。1971至2002年，韩国港口货物吞吐量平均增幅达11.26%。从1993年开始，韩国港口集装箱吞吐量增幅也保持在10％以上。经济的高速发展使港口基础设施赶不上经济发展的速度，韩国港口拥挤情况明显。20世纪90年代初，韩国提出东北亚物流中心的发展战略，逐步开展了釜山港第四期工程（1990-1997年）、光阳港第二期工程（1987-1997年）、牙山港开发工程（1989-2001年）、釜山多大浦港区工程（(1995-1999年）、东海港二期工程（1990-2001年）、仁川北港工程（1996-1999年）等多项港口建设工程，并开始建设现代化的国际集装箱枢纽港釜山新港。
进入21世纪以来，随着中国港口的崛起，东北亚地区港口竞争变得更加激烈。韩国港口吞吐量增长开始变得平稳。2003-2008年，韩国港口货物吞吐量平均增幅稳定在5.89%，集装箱吞吐量的平均增幅为7.1%。港口货物吞吐量中外贸货物的比重逐渐加大。2010年，外贸货物在韩国港口吞吐量所占比重达达到了80.24%。受中国和东南亚港口发展的影响，中转箱在韩国港口吞吐量所占比重出现了下滑，从2005年的36.36%下滑到2010年的34.29%。与此同时，韩国并没有停止港口建设，而是针对1960-1970年建成的老港口开展了港口再开发战略。2011年，韩国公布了第三个“全国港湾基本计划”，计划投资41万亿韩圆用于扩建改造全国港口海湾。根据各港口的特点与优势，韩国实施港口差异化发展战略，计划将釜山港发展成集装箱转运中心，将光阳港发展成综合物流中心，蔚山港则被确定为石油产业中心。此外，根据国内重点产业的分布情况，韩国还计划在邻近地区发展相匹配的功能港口，以方便相关产业原材料和产品的进出口。
韩国的主要港口包括釜山港、仁川港、群山港、马山港、木浦港、浦项港、东海港、蔚山港、丽水港和济州港:68:144。釜山港为韩国最大港口。1986年，釜山港开始躋身全球十大集装箱港口。2000年开始，釜山港曾连续3年稳坐全球第三大集装箱港的地位，后逐渐滑落至第五大集装箱港。仁川港是韩国第二大港，也是韩国西海岸最大港口。光阳港是韩国第二大集装箱港。位于韩国东南部的蔚山港是韩国最大的油类货物进出口港。